# جون فورد (مغن مؤلف)
جون فورد (بالإنجليزية: John Ford)‏ هو مغن مؤلف بريطاني، ولد في 1 يوليو 1948.

## وصلات خارجية
- جون فورد على موقع ميوزك برينز (الإنجليزية)
- جون فورد على موقع ديسكوغز (الإنجليزية)